# Giovo
Giovo – miejscowość i gmina we Włoszech, w regionie Trydent-Górna Adyga, w prowincji Trydent.
Według danych na rok 2004 gminę zamieszkiwały 2392 osoby, 119,6 os./km².
Urodził się tutaj znany włoski kolarz Francesco Moser.